# 3467 Bernheim
3467 Bernheim è un asteroide della fascia principale del diametro medio di circa 15,8 km. Scoperto nel 1981, presenta un'orbita caratterizzata da un semiasse maggiore pari a 2,4090357 UA e da un'eccentricità di 0,1493225, inclinata di 4,11205° rispetto all'eclittica.
L'asteroide è dedicato all'astronomo statunitense Robert Burnham, Jr. discendente di una famiglia di origine boema il cui cognome originale era Bernheim.